# Tubutama
Tubutama è una municipalità dello stato di Sonora nel Messico settentrionale, il cui capoluogo è la località omonima.
Conta 1.193 abitanti (2010) e ha una estensione di 1.750,41 km².
Il nome della località significa gente del deserto.

## Luoghi di interesse
- Missione di San Pedro y San Pablo del Tubutama